# IFK Kungsbacka
IFK Kungsbacka var en IFK-förening och fotbollsklubb i Kungsbacka i Hallands län. Föreningen bildades 1931 och upplöstes 1967 genom sammanslagning med (gamla) Kungsbacka IF i Kungsbacka BI. IFK spelade i den tredje högsta serien, division III, 1942/1943-1946/1947 samt från 1964 till 1967.